# Дамиранов, Пурбо Найданович
Пурбо́ Найда́нович Дамира́нов (бур.  Дамиранов Найданай Пүрбэ) — российский бурятский композитор, Заслуженный деятель искусств Бурятии, сын композитора Найдана Дамиранова.

## Биография
Родился 20 мая 1958 года в улусе Обон-Гызэк Селенгинского района Бурятской АССР в семье известного композитора-песенника, Заслуженного работника культуры Бурятской АССР Найдана Бадмацыреновича Дамиранова.
С 1974 по 1978 годы учился в Улан-Удэнском музыкальном училище имени П. И. Чайковского по классу баян. Также факультативно учился музыкальной композиции у композитора Юрия Ирдынеева.
Окончив училище работал преподавателем в Детской музыкальной школе № 5. С 1980 года учился заочно на хоровом отделении ВСГИК. Работал в школе-интернате № 1, в ансамбле художественной самодеятельности «Байкальские волны» в Бурятском педагогическом институте.
С 1983 по 1988 годы учился в Уральском государственном консерватории имени Модеста Мусоргского.
Вернувшись в Бурятию после окончания консерватории работал звукорежиссером в музыкальной редакции Гостелерадио республики. Помимо основной работы активно сотрудничал с Оркестром бурятских народных инструментов имени Чингиса Павлова.
С 1992 по 1995 годы — художественный руководитель Государственного ансамбля песни и танца «Байкал». С ноября 1995 года работает штатным композитором ансамбля «Байкал».
Его песни трижды удостаивались звания «Лучшая песня года» в 1992, 1993 и 1996 годах.
В 1998 году вернулся на прежнюю работу звукорежиссера на Бурятское телевидение и радио. В марте 2005 года в связи сокращения оркестра в БГТРК, перешел на работу в Государственном театре песни и танца «Байкал».
С 2004 по 2009 годы был председателем правления Союза композиторов Бурятии.
В настоящее время преподает в Музыкальном колледже имени Петра Чайковского по музыкальной информатике и оркестровке на отделении бурятских народных инструментов.
В декабре 2019 года вышел в свет первый авторский сборник песен Пурбо Дамиранова «Моя Бурятия. Минии Буряад орон».

## Награды и звания
- Заслуженный деятель искусств Бурятии (2000),
- Лауреат Государственной премии Бурятии (2008)
- Лауреат конкурса «Лучшая песня года»
- Лауреат конкурса песен об Улан-Удэ
- Лауреат конкурса песен международного фестиваля «Алтаргана»

## Ссылка
- Пурбо Дамиранов
- В Улан-Удэ пройдет концерт, посвященный юбилею композитора Пурбо Дамиранова Архивная копия от 15 сентября 2020 на Wayback Machine
- К Сагаалгану вышел клип на композицию «Сууха хуурай гуниг»
- Персоналия: Дамиранов